# Sonic Mega Collection
Sonic Mega Collection (ソニック メガコレクション, Sonikku Mega Korekushon) is een compilatiespel uit de Sonic the Hedgehog-franchise. Het spel combineert een groot aantal Sonic-spellen, en een aantal extra’s.
Van het spel bestaan twee versies. De eerste versie verscheen in 2002. De tweede versie, getiteld Sonic Mega Collection Plus (ソニック メガコレクション プラス), kwam uit in 2004.

## Originele versie

### Spellen
De originele versie bevatte de volgende spellen:
- Sonic the Hedgehog (zowel de Japanse als Amerikaanse versie)
- Sonic the Hedgehog 2
- Sonic the Hedgehog 3
- Sonic & Knuckles
- Sonic 3D Blast
- Sonic Spinball
- Dr. Robotnik's Mean Bean Machine

Ontsluitbare spellen:
- Blue Sphere
- Sonic 2 & Knuckles
- Sonic 3 & Knuckles
- Flicky
- Ristar

### Extra’s
Archie Comics:
- History of Sonic comics
- Sonic's Firsts
- Sonic the Hedgehog Covers 1-110.
- Knuckles the Echidna Covers 1-32.
- Sonic Super Special Covers 1-15.
- Misc. Covers.

Illustraties:
- 6 Sonic-afbeeldingen
- 6 Tails-afbeeldingen
- 5 Knuckles-afbeeldingen
- 6 Dr. Eggman-afbeeldingen
- 9 Overige afbeeldingen (Amy, Shadow, Rouge, Big, E-102, Chao, Hero Chao, Dark Chao, Cream en Cheese)
- 15 Misc. pictures (4 kaftontwerpen (Sonic Adventure, Sonic Adventure 2, Sonic Adventure 2 Battle, Sonic Advance), 6 Sonic Adventure CG-ontwerpen, 5 afbeeldingen van een kalender, kerstkaarten en tijdschriftillustraties.

Filmpjes:
- Sonic CD Intro
- Sonic CD Einde
- Sonic Adventure 2 Battle
- Sonic Advance 2 Preview
- Geschiedenis van Sonic

## Plus-versie

### Achtergrond
De Plus-versie is een update van de originele versie voor de PlayStation 2 en Xbox. Een pc-versie werd ook uitgebracht in Europa en Noord-Amerika.
De PlayStation 2-versie had een paar problemen. Zo werden geluidseffecten uit het eerste Sonic the Hedgehog-spel soms vertraagd afgespeeld, en klopte de muziek in sommige spellen niet. De pc-versie had problemen met de analoge gamepad. Al deze problemen werden opgelost in de Xbox-versie.

### Spellen
De volgende spellen werden toegevoegd in de Plus-versie:
- Sonic the Hedgehog, de 8-bit versie
- Sonic Chaos
- Sonic Drift
- Sonic Labyrinth
- Dr. Robotnik's Mean Bean Machine
- Sonic Blast

## Ontvangst
| Beoordeeld door        | Datum            | Score |
| ---------------------- | ---------------- | ----- |
| Nintendojo             | 2003             | 90%   |
| Game Informer Magazine | december 2002    | 88%   |
| Armchair Empire, The   | 22 maart 2003    | 82%   |
| Gamereactor (Sweden)   | 8 mei 2003       | 80%   |
| IGN                    | 12 november 2002 | 75%   |
| GameSpot               | 18 november 2002 | 72%   |
| Jeuxvideo.com          | 3 april 2003     | 70%   |
| Nintendo Life          | 14 oktober 2006  | 70%   |
| Deaf Gamers            | 2003             | 60%   |
| Netjak                 | 8 januari 2005   | 50%   |